# Базз Лайтер
Базз Лайтер, також Базз Рятівник (англ. Buzz Lightyear) — персонаж і один із головних героїв франшизи «Історія іграшок». Базз — фігурка космічного рейнджера («Міжгалактичного поліціянта»), один із лідерів серед іграшок Енді. Також є головним героєм мультсеріалу «Базз Лайтер із зоряної команди» і мультфільму «Базз Лайтер із зоряної команди: пригоди починаються». У серії мультфільмів «Історія іграшок» героя озвучив Тім Аллен, у мультсеріалі — Патрік Уобертон, а в відеоіграх та для атракціонів Disney Parks — Пет Фрелі.

## Концепція і створення
До вибору імені «Базз Лайтер» творців персонажа надихнув астронавт «Аполлона-11» Базз Олдрін. Олдрін підтвердив це, коли показав фігурку Базза Лайтера під час виступу в NASA, чим викликав захоплені оплески, — цей момент можна побачити на диску «Toy Story 10th Anniversary». Сам Олдрін, однак, не отримує нічого за використання його імені.
Що відносно дизайну персонажа, то його автор Джон Лассетер офіційно заявив, що спочатку задумував для мультфільму героя з серії фігурок GI Joe, однак пізніше змінив вибір на користь фігурки космонавта. Також він пояснив, що дизайн Лайтера створювався під впливом астронавтів Аполлона, зокрема їх шоломів, білих костюмів і пристроїв зв'язку. Кольорове оформлення персонажа пояснюється тим, що зелено-лаймовий і фіолетовий кольори були улюбленими квітами Джона та його дружини відповідно.
Прототипом Базза Лайтера також вважається телевізійний актор Ед Кеммер. Кеммер грав Командувача Базза Корі в «Космічному патрулі», першому науково-фантастичному серіалі на американському телебаченні.

## Поява

### «Історія іграшок»
- У першому фільмі ми вперше зустрічаємо Базза, коли його дарують Енді на день народження. У той час Базз був найпопулярнішою іграшкою, й інші іграшки Енді дивувалися його дивовижним властивостям. Спочатку Базз думав, що він космічний рейнджер, але коли він побачив рекламний ролик про себе по телевізору, то зрозумів, що він усього лиш іграшка. Вуді, лідер іграшок Енді, почав заздрити увазі, яку отримував Базз. Але незабаром вони помирилися, коли врятували один одного від «вбивці іграшок» Сіда.
- У сиквелі Базз постає перед нами в головній ролі: він має взяти на себе обов'язки лідера іграшок Енді для того, щоб врятувати Вуді, якого викрав колекціонер іграшок Елом. Все ускладнюється, коли іграшка на ім'я Смердюк Піт намагається змусити Вуді вирушити до Японії з ним, лялькою-ковбоєм Джессі та її конем Булзаєм. Гірше того, Базз зустрічається зі своїм двійником, який, як і Базз в першій частині, вважає, що він космічний рейнджер. Зрештою Базз та іграшки рятують Вуді, Джессі та Булзая, які починають жити в будинку Енді з іншими. Також двійник Базза дізнається, що його заклятий ворог Імператор Зург — його батько, що є відсиланням до фільму «Зоряні війни»[8], однак, на відміну від Дарта Вейдера, Зург дійсно хоче вбити свого сина. Замах провалюється завдяки іграшковому динозавру Рексу, який зіштовхнув імператора в шахту ліфта. Попри це, Зург вижив і почав грати з сином.
- У третьому мультфільмі Базз, Вуді, Джессі та інші потрапляють у дитячий садок, де лідером є злий плюшевий ведмідь Лотсо. Базз був спійманий на шпигунстві, після чого його перемикнули в демо-режим. Він знову почав думати, що він космічний рейнджер, а його колишні друзі — слуги імператора Зурга. Базз повертається в нормальний стан після того, як на нього падає телевізор. Після всього, що сталося з Баззом, Вуді, Джессі та іншими іграшками, Енді дарує їх маленькій дівчинці Бонні. В кінці титрів показані іграшки, занурені в нове життя зі своєю новою господинею Бонні.
- У четвертому мультфільмі Базз та інші іграшки потрапляють в луна-парк, де зустрічають пастушку Бо. Команда старих героїв рятує нову іграшку Вілкінса з антикварного магазину і повертає її Бонні.

## Культурний вплив
У жовтні 2007 року читачі журналу «Empire» поставили Базза на перше місце в списку «20 найвидатніших персонажів студії Pixar». Також на думку читачів журналу персонаж зайняв 94-те місце в списку «Найвидатніших кіногероїв».
Базз Лайтер знаходиться на 12-му місці в списку «50 найкращих персонажів Pixar».